# Vol Yeti Airlines 691
Le 15 janvier 2023, l'ATR 72 effectuant le vol Yeti Airlines 691, un vol intérieur régulier reliant l'aéroport international Tribhuvan, à Katmandou, à l'aéroport international de Pokhara, décroche et s'écrase sur la rive de la rivière Seti, lors de son atterrissage à Pokhara,,.
Il n'y a eu aucun survivant parmi les 72 personnes à bord de l'appareil, ce qui en fait le pire accident aérien survenu au Népal, depuis le crash du vol Pakistan International Airlines 268 en 1992, également la catastrophe aérienne la plus meurtrière impliquant une compagnie aérienne népalaise et le crash le plus meurtrier de l'histoire impliquant un ATR 72.

## Avion

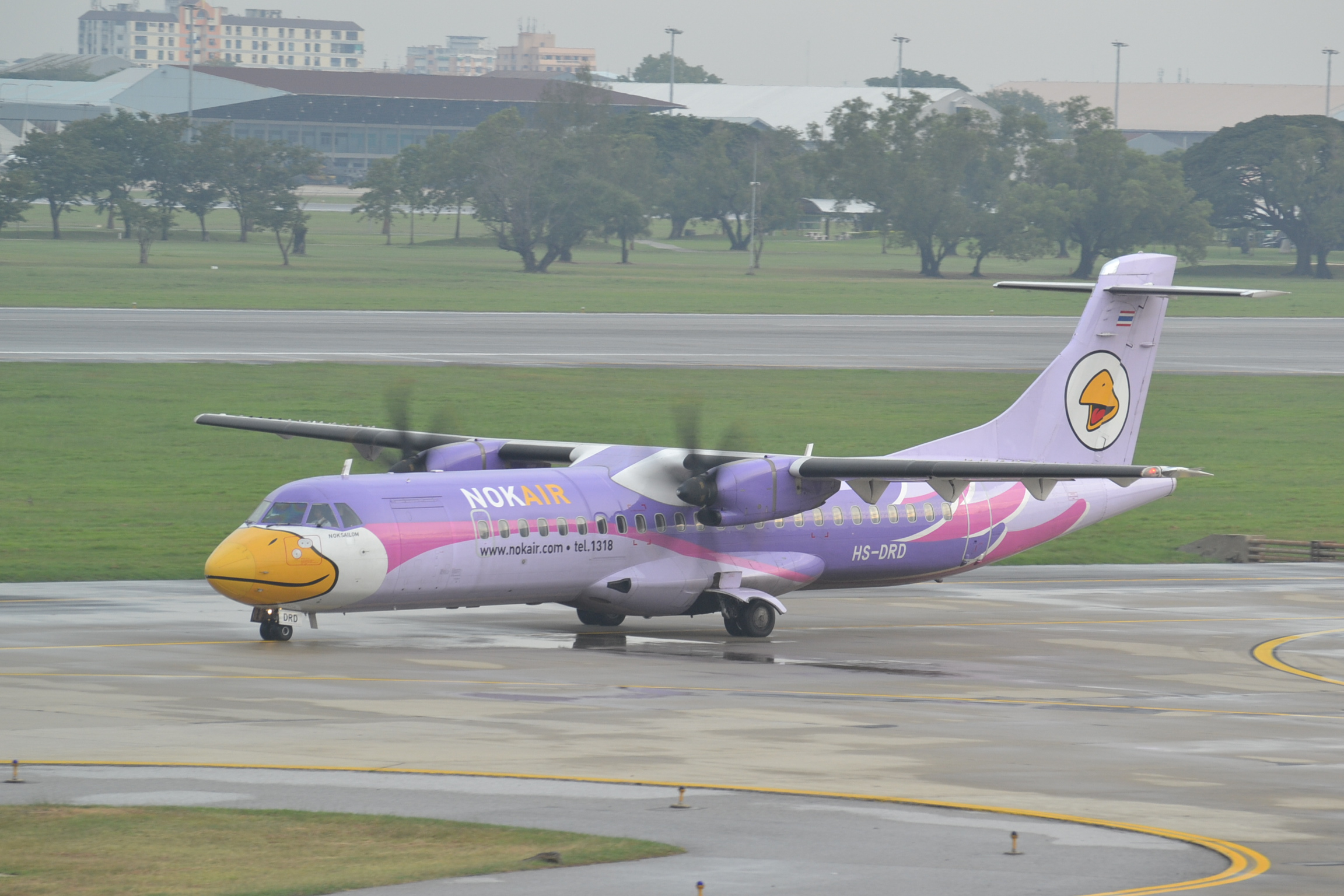
L'appareil impliqué dans l'accident, alors en service pour Nok Air, ici à l'aéroport international Don Muang en novembre 2013.

L'appareil assurant ce vol était un ATR 72-500, un bi-turbopropulseur âgé de 15 ans, portant le numéro de série 754 et immatriculé 9N-ANC. Cet avion de transport régional était propulsé par deux moteurs Pratt & Whitney Canada PW127M.
Construit en 2007, il a d'abord été livré à la compagnie indienne Kingfisher Airlines, sous l'immatriculation VT-KAJ, le 16 août de la même année. Puis, en mars 2013, il a été transféré à Nok Air sous l'immatriculation de HS-DRD, avant d'être finalement loué à Yeti Airlines à partir du 26 avril 2019,.

## Accident
Le vol 691 décolle de l'aéroport international Tribhuvan de Katmandou à 10 h 33 heure locale. La météo est alors favorable, lorsqu'il s'écrase sur la rive de la rivière Seti, lors de son approche finale pour atterrir à l'aéroport international de Pokhara peu avant 11 h.
Une vidéo filmée depuis le sol a montré l'avion s'inclinant brusquement vers la gauche, avant de s'écraser 213 pieds (65 m) plus loin,. Une autre vidéo de l'accident, diffusée en direct sur Facebook depuis l'intérieur de l'avion par un des passagers, Sonu Jaiswal, montre que personne en cabine n'était conscient de la situation jusqu'à quelques secondes avant le crash.
Selon des sources aéroportuaires, le contrôle aérien a autorisé le vol à atterrir sur la piste 30 (face à l'ouest). Le commandant de bord a demandé à se poser sur la piste 12 (face à l'est) quelques minutes avant l'accident, ce que le contrôle lui a accordé.

Site de l'accident
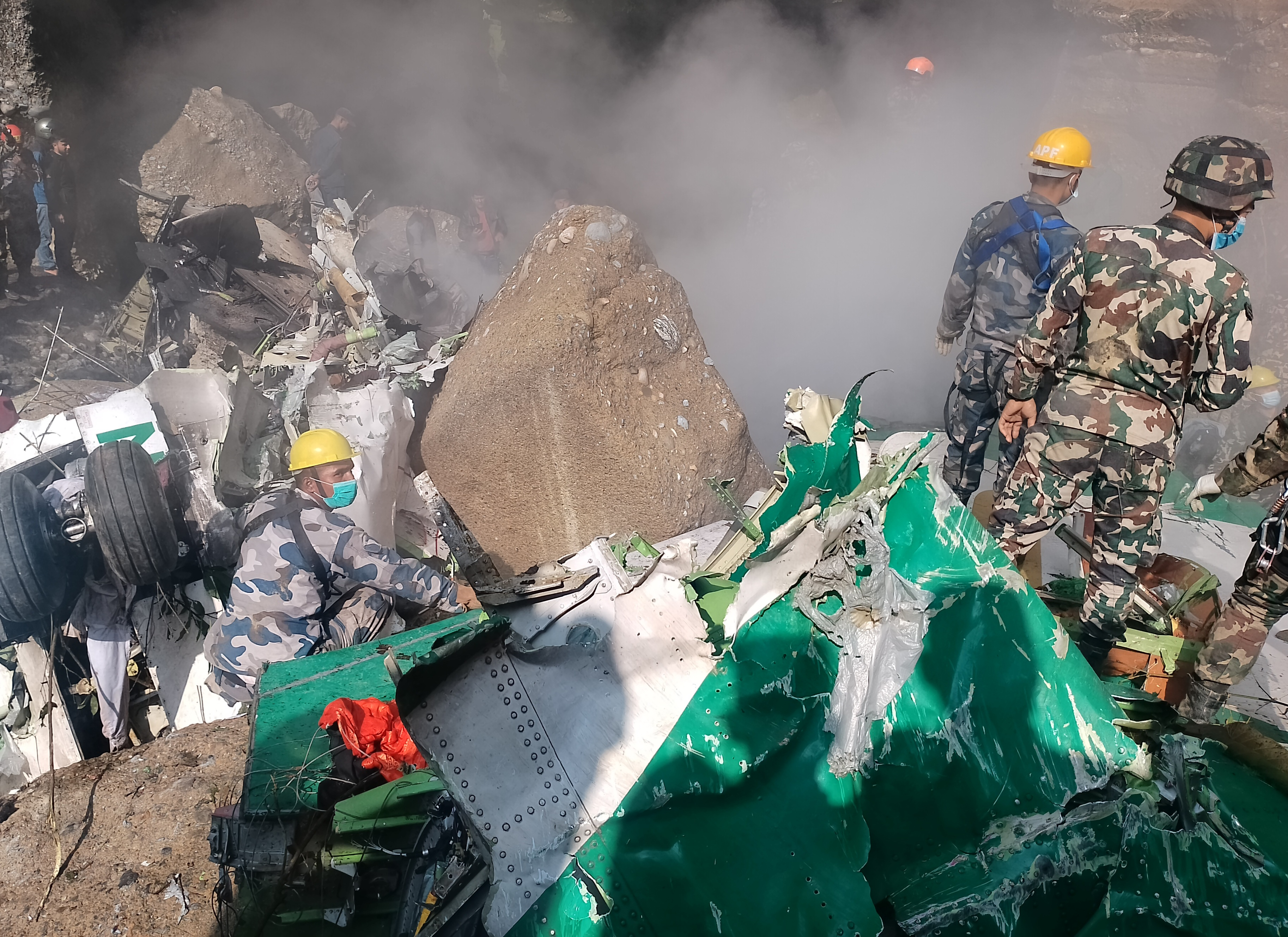
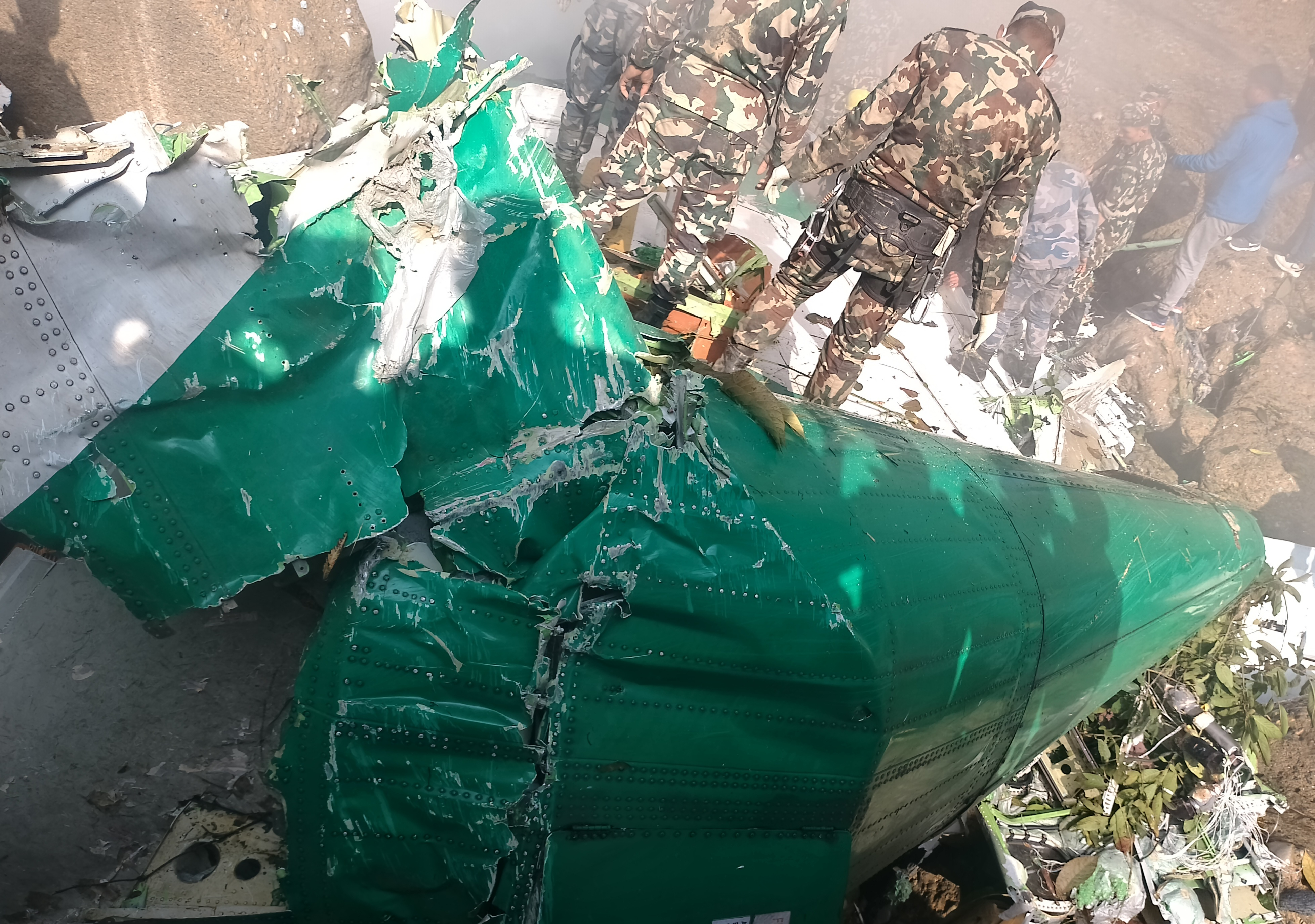

L'appareil a été complètement détruit par la violence de l'impact. L'épave de l'avion est trouvée dans un ravin de 300 m de profondeur, compliquant davantage les opérations de sauvetage.

## Victimes
Il y avait 68 passagers, dont 15 ressortissants étrangers, et 4 membres d'équipage népalais à bord. Les passagers comprenaient cinquante-trois Népalais, cinq Indiens, quatre Russes, deux Sud-Coréens, un Argentin, un Australien, un Français et un Irlandais. Parmi les passagers se trouvaient deux nourrissons. L'accident a provoqué la mort de toutes les personnes à bord.
Aux commandes se trouvait le commandant de bord Kamal K.C. (58 ans), un pilote et instructeur de vol très expérimenté qui cumulait plus de 21 900 heures de vol, dont 3 300 heures sur ATR 72. Ce jour-là, il formait sa copilote, Anju Khatiwada (44 ans), qui totalisait environ 6 400 heures de vol à son actif ; celle-ci devait être promue commandant de bord à l'issue de ce vol.
Les recherches se poursuivent le 19 janvier 2023 pour retrouver le dernier corps manquant,.
| Nationalité  | Passagers | Équipage | Total |
| ------------ | --------- | -------- | ----- |
| Népal        | 53        | 4        | 57    |
| Inde         | 5         | 0        | 5     |
| Russie       | 4         | 0        | 4     |
| Corée du Sud | 2         | 0        | 2     |
| Argentine    | 1         | 0        | 1     |
| Australie    | 1         | 0        | 1     |
| France       | 1         | 0        | 1     |
| Royaume-Uni  | 1         | 0        | 1     |
| Total        | 68        | 4        | 72    |

### Anju Khatiwada
La copilote du Yeti Airlines 691 est la femme du pilote Dipak Pokhrel, lui aussi disparu 16 ans plus tôt dans le crash de son avion (modèle Twin Otter), lors d'un vol de transport de marchandises (nourriture, principalement du riz) en direction de Jumla, dans l'est du pays. Il appartenait à la même compagnie, Yeti Airlines, lors du crash, survenu en 2006.
La perte de son mari avait poussé Anju à poursuivre une carrière dans l'aviation. Quatre années après ce drame, elle devient pilote, fait rare pour une femme au Népal, devenant la 6e femme au sein de la compagnie. Après une formation aux États-Unis, elle intègre dès son diplôme la même compagnie que son défunt mari, Yeti Airlines.

## Conséquences
L'aéroport est fermé pendant que les autorités effectuent une opération de sauvetage. Le gouvernement du Népal (en) convoque une réunion d'urgence du cabinet à la suite de l'accident. Le gouvernement forme une commission d'enquête pour identifier les causes de l'accident et demande aux autorités de mener une inspection technique de tous les avions appartenant à des compagnies aérienne népalaise.
Un deuil national est déclaré le lendemain de l'accident. Le drapeau du Népal est mis en berne, tandis que Yeti Airlines annule tous ses vols pour la journée. Le ministre indien de l'aviation, Jyotiraditya Madhavrao Scindia, présente ses condoléances.

## Enquête
Les experts ont noté que la vidéo, prise au sol quelques instants avant le crash, montrait le nez de l'avion sensiblement élevé avant que l'aile gauche ne s'abaisse soudainement, indiquant probablement un décrochage. Quelques heures après le crash, un comité de cinq membres dirigé par Nagendra Ghimire a été mis en place pour enquêter sur l'accident, en collaboration avec le Bureau d'enquêtes et d'analyses pour la sécurité de l'aviation civile français (BEA).
Les enregistreurs de vol sont retrouvés dans l'épave le lendemain de l'accident. L'enregistreur de paramètres (FDR) et l'enregistreur phonique (CVR) ont été examinés à Singapour, avec l'aide du Bureau de la sécurité des transports du Canada (BST), du BEA et du Bureau d'enquête sur les accidents aériens de Singapour (AAIB). Les corps des victimes sont progressivement rendus à leurs familles à partir du 17 janvier.

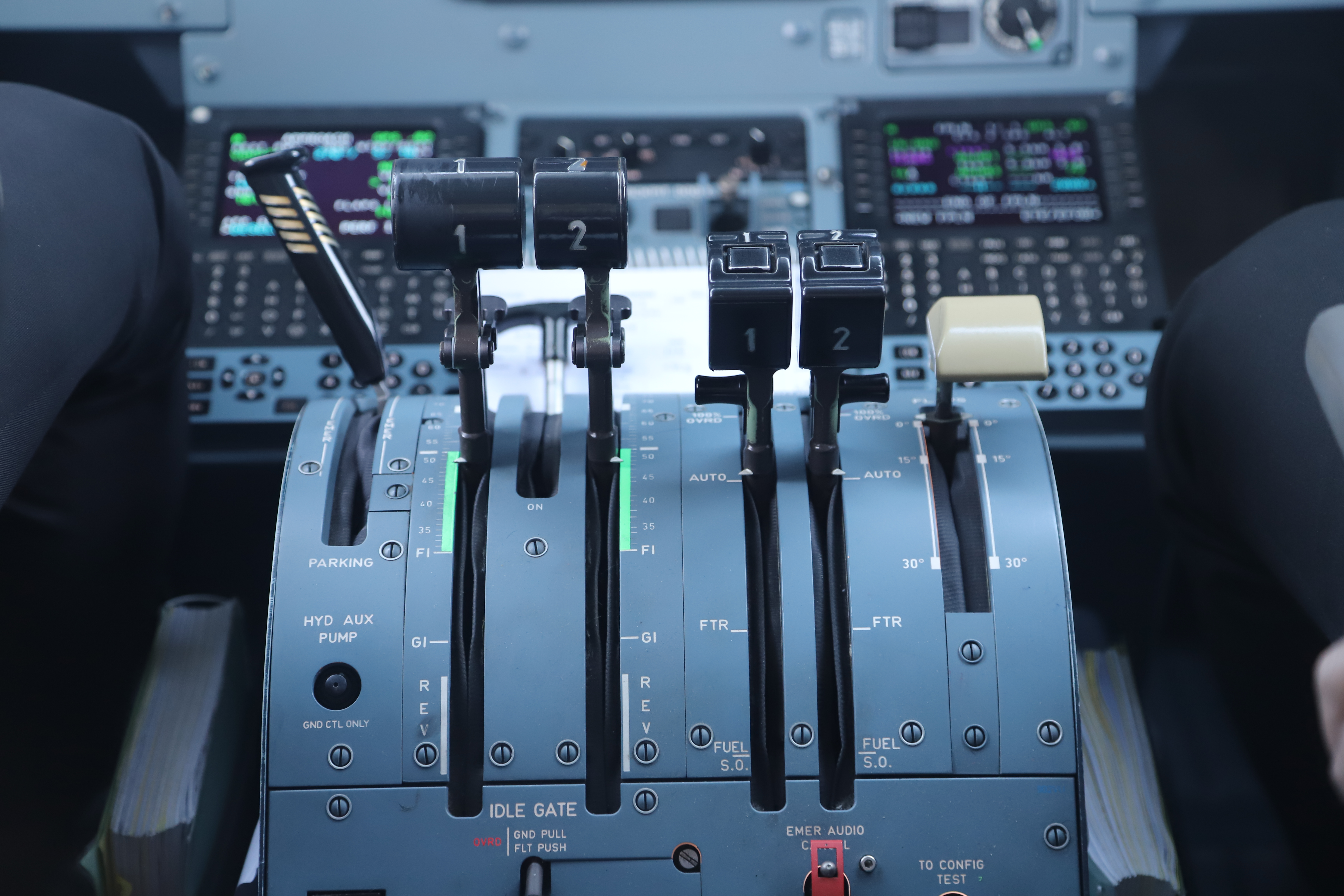
De gauche à droite : leviers de frein de stationnement, de puissance, de configuration des hélices et des volets sur le panneau central d'un ATR 72.

D'après le rapport préliminaire, publié le 13 février, la cause du crash semble être d'origine humaine. Quelques minutes avant l’atterrissage prévu, avec le train d'atterrissage sorti, la copilote demande à son instructeur de sortir les volets à 30°. L'instructeur a répondu "volet 30 et en descente". Cependant d'après le FDR, les volets n'ont pas été braqués à 30°, mais les hélices ont été mises en drapeau pendant environ une minute avant l'accident, une configuration qui ne doit être effectuée en vol qu'après une panne moteur, afin de minimiser la traînée. Cependant, le FDR n'a identifié aucun problème avec le moteur et le pilote n'a rien signalé de pertinent au contrôle aérien.
La mise en drapeau des hélices a entrainé une perte totale de la poussée et conduit l'avion à un décrochage à basse altitude ; les leviers de commande, qui contrôlent les hélices, ont été retrouvés dans l'épave réglés en position de mise en drapeau. Quelques secondes avant l'accident, les pilotes ont discuté d'un manque total de puissance et ont même déplacé le levier de puissance à l'extrême, mais n'ont pas réussi à reconnaître que les leviers de commande des hélices étaient mal réglés.
Les spéculations de l'époque - finalement confirmées par la conclusion du rapport final sur la cause probable - étaient que le pilote surveillant (Kamal KC) avait déplacé par inadvertance les leviers de commande à la place de celui des volets, lorsque le pilote aux commandes le lui avait demandé. Bien que de forme et de fonctionnement différents, les deux leviers sont en effet côte à côte et très proches dans le cockpit de l'ATR 72. Lorsque, environ vingt secondes plus tard, il a réglé correctement le manette des volets, il n'a pas tenu compte de son erreur précédente, ce qui implique que la liste de vérification pour l'atterrissage n'a pas été correctement suivie.
En raison de la faible longueur de la trajectoire d'approche finale, lors de l'approche à vue pour la piste 12, ce vol - comme un autre survenue trois jours plus tôt - n'a pas réussi à atteindre les critères de stabilisation requis, qui sont importants pour effectuer un atterrissage en toute sécurité, à une altitude de 500 pieds (150 m) au-dessus du sol. Cela a conduit la Commission d'enquête à recommander à l'Autorité de l'aviation civile du Népal (en) (CAAN) de mener une étude approfondie pour déterminer une trajectoire de vol appropriée qui permette une approche visuelle stabilisée.
Le 15 mars, le gouvernement népalais a prolongé de 45 jours le délai pour la remise du rapport final de la commission d'enquête sur l'accident du vol 691.

### Rapport final
La commission d'enquête sur les accidents aériens publie son rapport final le 28 décembre 2023, qui confirme les conclusions préliminaires selon lesquelles la mise en drapeau des deux hélices par inadvertance a provoqué la perte progressive de la poussée, jusqu'à ce que l'avion entre en décrochage et s'écrase au sol,.
Il a également conclu que ni la compagnie aérienne, ni l'organisme népalais de la réglementation aérienne n'avaient approuvé le schéma du circuit d'approche utilisé, de sorte que les recommandations de l'équipe de gestion des risques de l'organisme de réglementation n'avaient pas été mises en œuvre.
D'autres facteurs contributifs ont également été constatés, principalement des erreurs humaines dues à une charge de travail élevée,, un manque de formation technique et basée sur les compétences appropriée, une gestion des ressources de l'équipage (CRM) inefficace, ainsi que le non-respect de la règle du cockpit stérile et des procédures opérationnelles standards (SOP) par les pilotes.
Les enquêteurs écartent une défaillance de l'appareil, soulignant que le carnet de route et le carnet d'entretien de la machine montrent que son entretien était assuré conformément à son programme de maintenance,.